# اقامتگاه عادتی
در تعارض قوانین، اقامتگاه عادتی (به انگلیسی: Habitual residence)، معیاری برای تعیین قانونی است که باید برای تعیین یک اختلاف حقوقی یا استحقاق خاص اعمال شود، استفاده می‌شود. می‌توان آن را با قانون اقامتگاه که به‌طور سنتی در حوزه‌های قضایی کامن لا برای انجام همان کار استفاده می‌شود، مقایسه کرد.
اقامتگاه عادتی نسبت به اقامتگاه (domicile) تقاضای کمتری دارد و تمرکز بیشتر بر تجربه گذشته‌است تا قصد آینده. معمولاً تنها یک اقامتگاه عادتی وجود دارد که فرد معمولاً در آن ساکن است و معمولاً پس از بازدید از مکان‌های دیگر به آنجا برمی‌گردد. این مکان جغرافیایی است که برای مدت زمان قابل توجهی " خانه " در نظر گرفته می‌شود.